# Nomós Xánthis
Nomós Xánthis (engelska: Xanthi) var en prefektur i Grekland.  Den låg i regionen Östra Makedonien och Thrakien, i den nordöstra delen av landet, 400 km norr om huvudstaden Aten. Antalet invånare är 52 270. Arean är 153 kvadratkilometer.
Perfekturen upphörde 31 december 2010 och blev regiondelen Xanthi.

## Klimat
Trakten ingår i den boreala klimatzonen. Årsmedeltemperaturen i trakten är 14 °C. Den varmaste månaden är juli, då medeltemperaturen är 25 °C, och den kallaste är februari, med 5 °C. Genomsnittlig årsnederbörd är 1 014 millimeter. Den regnigaste månaden är januari, med i genomsnitt 145 mm nederbörd, och den torraste är juli, med 29 mm nederbörd.